# Dicrotendipes
Dicrotendipes är ett släkte av tvåvingar som beskrevs av Jean-Jacques Kieffer 1913. Dicrotendipes ingår i familjen fjädermyggor.

## Dottertaxa tillDicrotendipes, i alfabetisk ordning[1][2]
- Dicrotendipes adnilus
- Dicrotendipes aethiops
- Dicrotendipes alsinensis
- Dicrotendipes amazonicus
- Dicrotendipes arcistylus
- Dicrotendipes balciunasi
- Dicrotendipes baru
- Dicrotendipes bilobatus
- Dicrotendipes binotatus
- Dicrotendipes botaurus
- Dicrotendipes bredoi
- Dicrotendipes californicus
- Dicrotendipes candidibasis
- Dicrotendipes canitibialis
- Dicrotendipes chambiensis
- Dicrotendipes collarti
- Dicrotendipes conjunctus
- Dicrotendipes cordatus
- Dicrotendipes crispi
- Dicrotendipes crypticus
- Dicrotendipes cryptius
- Dicrotendipes cumberlandensis
- Dicrotendipes dasylabidus
- Dicrotendipes demissus
- Dicrotendipes dubia
- Dicrotendipes ealae
- Dicrotendipes embalsensis
- Dicrotendipes fittkaui
- Dicrotendipes flexus
- Dicrotendipes formosanus
- Dicrotendipes freemani
- Dicrotendipes frontalis
- Dicrotendipes fumidus
- Dicrotendipes fusciforceps
- Dicrotendipes fusconotatus
- Dicrotendipes gilkai
- Dicrotendipes inferior
- Dicrotendipes inouei
- Dicrotendipes jobetus
- Dicrotendipes jonmartini
- Dicrotendipes kribiicola
- Dicrotendipes leei
- Dicrotendipes leucolabis
- Dicrotendipes leucoscelis
- Dicrotendipes lindae
- Dicrotendipes lobiger
- Dicrotendipes lobus
- Dicrotendipes lucifer
- Dicrotendipes milleri
- Dicrotendipes modestus
- Dicrotendipes multispinosus
- Dicrotendipes neomodestus
- Dicrotendipes nervosus
- Dicrotendipes nestori
- Dicrotendipes nigrocephalicus
- Dicrotendipes nigrolineatus
- Dicrotendipes nilophilus
- Dicrotendipes nipporivus
- Dicrotendipes nitididorsum
- Dicrotendipes niveicauda
- Dicrotendipes nocticola
- Dicrotendipes notatus
- Dicrotendipes obrienorum
- Dicrotendipes orientalis
- Dicrotendipes ovaleformis
- Dicrotendipes palearivillosus
- Dicrotendipes pallidicornis
- Dicrotendipes paradasylabidus
- Dicrotendipes paterjohni
- Dicrotendipes paxillus
- Dicrotendipes pellegriniensis
- Dicrotendipes pelochloris
- Dicrotendipes penicillatus
- Dicrotendipes peringueyanus
- Dicrotendipes pilosimanus
- Dicrotendipes pseudoconjunctus
- Dicrotendipes pulsus
- Dicrotendipes punctatipennis
- Dicrotendipes quaturodecimpunctatus
- Dicrotendipes radinovskyi
- Dicrotendipes rajasthani
- Dicrotendipes regalis
- Dicrotendipes reissi
- Dicrotendipes sarinae
- Dicrotendipes schoutendeni
- Dicrotendipes semiviridis
- Dicrotendipes septemmaculatus
- Dicrotendipes simpsoni
- Dicrotendipes sinoposus
- Dicrotendipes soccus
- Dicrotendipes socionotus
- Dicrotendipes sudanicus
- Dicrotendipes tamaviridis
- Dicrotendipes taylori
- Dicrotendipes tenuiforceps
- Dicrotendipes thanatogratus
- Dicrotendipes tritomus
- Dicrotendipes truncatus
- Dicrotendipes unicus
- Dicrotendipes venetus
- Dicrotendipes villarricensis
- Dicrotendipes vitellina
- Dicrotendipes yaeyamanus